# 南昌公交线路列表
该列表为中华人民共和国南昌市南昌公交运输集团（不含进贤县、村村通、定制公交）的公共交通线路列表

## 线路列表
| 编号                       | 线路                                       |
| -------------------------- | ------------------------------------------ |
| 1路                        | 红谷滩配套中心 → 城南公交枢纽              |
| 2路                        | 八一桥→胜利路北口                          |
| 3路                        | 中大公交停车场 → 中大公交停车场            |
| 4路                        | 中大公交停车场 → 中大公交停车场            |
| 5路                        | 公交高新停车场→火车站                      |
| 6路                        | 俊彦路北口→老福山北                        |
| 6路快班                    | 恒大城公交站→公交驾校                      |
| 7路                        | 八一桥 → 公交创新二路北停车场              |
| 9路                        | 永富路公交停车场 → 丁公路南口              |
| 10路                       | 辛家庵停车场→上海南路口                    |
| 11路                       | 辛家庵停车场→辛家庵停车场                  |
| 12路                       | 公交驾校 → 孺子西路新洲路口                |
| 13路                       | 公交驾校 → 洪城大市场                      |
| 16路                       | 昌南公交枢纽北门 → 李家庄                  |
| 17路                       | 赣江桥停车场 → 赣江桥停车场                |
| 18路（内，外）             | 火车站东广场 → 火车站东广场                |
| 20路                       | 塘子河 → 昌南公交枢纽北门                  |
| 21路                       | 城南公交枢纽→ 电信大楼                     |
| 25路                       | 胜利路北口 → 九里象湖公交总站              |
| 25路快班                   | 一附院东湖院区 → 一附院象湖院区            |
| 26路                       | 朝阳公交枢纽→ 火车站                       |
| 27路                       | 朝阳公交枢纽 → 火车站                      |
| 29路                       | 公交新洪城大市场首末站西 → 火车站          |
| 31路                       | 市政公用广场 → 金域华府                    |
| 37路                       | 公交振铃南路首末站 → 梨园小区              |
| 38路                       | 公交新洪城大市场首末站西 → 塘子河          |
| 39路                       | 公交聆江花园停车场 → 南昌西站东枢纽        |
| 50路                       | 南昌西站 → 黄河路西口                      |
| 51路                       | 南昌舰景区 → 绿地国际博览中心              |
| 89路                       | 火车站 → 小蓝公交总站                      |
| 101路                      | 开关厂停车场 → 流湖                        |
| 103路                      | 开关厂停车场 → 松湖老街                    |
| 105路（长，短）            | 欧尚停车场 → 梦山                          |
| 106路                      | 万家洲 → 昌南公交枢纽                      |
| 108路                      | 赣江监狱 → 赣江桥停车场                    |
| 109路                      | 渡头客运站 → 辛家庵                        |
| 110路                      | 新联 → 辛家庵                              |
| 111路                      | 梓溪村委会 → 塘南水产品市场                |
| 113路                      | 塘南 → 昌南公交枢纽                        |
| 115路                      | 泾口农贸市场 → 昌南公交枢纽                |
| 116路（A，B，支线）        | 兴农村/市汊 → 昌南公交枢纽                 |
| 117路                      | 开关厂 → 石岗                              |
| 117路长班                  | 开关厂 → 松湖老街                          |
| 118路                      | 红谷滩配套中心 → 樵舍                      |
| 119路                      | 开关厂 → 西山万寿宫                        |
| 121路                      | 长堎 → 厚田                                |
| 123路                      | 杨家村 → 昌南公交枢纽                      |
| 125路                      | 玉丰电站 → 蒋巷交管站                      |
| 126路                      | 南新楼前 → 上沙窝                          |
| 127路                      | 三江 → 昌南客公交枢纽                      |
| 128路                      | 秋园路口 → 昌南公交枢纽                    |
| 129路                      | 泾口农贸市场 → 辛家庵                      |
| 130路                      | 幽兰 → 辛家庵                              |
| 131路（A，B，C）           | 昌邑 → 红谷滩配套中心                      |
| 132路                      | 象山 → 红谷滩配套中心                      |
| 133路                      | 大塘街上 → 红谷滩配套中心                  |
| 134路                      | 茌港 → 八一乡桥头                          |
| 135路                      | 新祺周汽车站 → 红谷滩配套中心              |
| 136路                      | 红谷滩配套中心 → 安义                      |
| 136路快班（原高铁巴士5线） | 安义 → 南昌西站                            |
| 137路                      | 铁河 → 红谷滩配套中心                      |
| 143路                      | 上坂 → 红谷滩配套中心                      |
| 146路（原246路）           | 江西应用科技学院 → 坛子口                  |
| 150路                      | 塔城 → 昌南公交枢纽                        |
| 151路                      | 塔城湖陂市场 → 昌南公交枢纽                |
| 158路                      | 徐坊客运站 → 进贤                          |
| 159路                      | 南矶 → 开关厂                              |
| 161路                      | 新联 → 昌南公交枢纽                        |
| 162路                      | 渡头 → 辛家庵                              |
| 163路                      | 五星农场 → 高新停车场                      |
| 166路                      | 湾里 → 红星村                              |
| 168路                      | 红谷滩配套中心 → 丰城                      |
| 169路（原219路）           | 火车站 → 湾里                              |
| 170路（原222路）           | 八一桥 → 湾里                              |
| 171路（旅游定制公交）      | 银三角北 → 胜利路北口                      |
| 176路（原236路）           | 老福山 → 向塘                              |
| 179路（原239路）           | 浃溪村 → 老福山                            |
| 180路                      | 航空城 → 洪都集团                          |
| 181路                      | 八一桥 → 安义古村                          |
| 202路                      | 公交驾校 → 抚生路建设西路口                |
| 203路                      | 塘山 → 鸿诚综合大市场                      |
| 204路                      | 高兴公交首末站 → 明矾路山丹路口            |
| 205路                      | 洪都集团 → 榕门路中山路口                  |
| 206路                      | 老福山南 → 罗家集停车场                    |
| 210路                      | 南昌理工学院南门 → 火车站                  |
| 211路                      | 花果山路南口 → 白水湖公交停车场            |
| 212路                      | 中山路东口 → 小蓝公交总站                  |
| 213路                      | 红谷滩配套中心 → 龙潭村                    |
| 214路                      | 象山北路北口 → 经开区富樱路公交首末站      |
| 215路                      | 自来水公司 → 氨厂                          |
| 216路                      | 火车站东广场 → 豫章桥南                    |
| 217路                      | 红谷滩配套中心 → 新经济产业园              |
| 218路                      | 建设西路龙河路口 → 银河城停车场            |
| 218路快班                  | 红谷滩配套中心 → 银河城停车场              |
| 220路                      | 天祥公交枢纽站 →老福山南                   |
| 221路                      | 火车站 → 红谷滩配套中心                    |
| 224路                      | 长富大道工业二路口 → 口腔医院              |
| 225路                      | 老福山西 → 公交华南城停车场                |
| 226路                      | 辛家庵 → 绿地未来城                        |
| 227路                      | 口腔医院 → 七二Ｏ厂                        |
| 229路                      | 洗马池 → 江西财大麦庐园北区                |
| 230路                      | 自来水公司 → 公交下正街停车场              |
| 232路                      | 公交昌北停车场 → 火车站                    |
| 233路                      | 南昌西站东枢纽 → 八一广场南                |
| 234路                      | 广州路西口 → 昌运路昌东大道口              |
| 235路                      | 昌南公交枢纽 → 红谷滩配套中心              |
| 237路                      | 阳明东路西口 → 蒋巷交管站                  |
| 238路                      | 坛子口西 → 长堎停车场                      |
| 240路短班                  | 公交聆江花园停车场 → 农大                  |
| 240路长班                  | 公交聆江花园停车场 → 梅岭脚                |
| 243路                      | 滁槎 → 公交高新停车场                      |
| 245路                      | 阳明东路文教路口 → 红谷新城                |
| 247路                      | 红谷滩配套中心 → 春晖路蝶子湖大道口        |
| 248路                      | 老福山南 → 恒大城公交站                    |
| 251路                      | 何坊西路西口 → 公交昌北停车场              |
| 252路                      | 红谷滩配套中心 → 赣江新区管委会            |
| 253路                      | 红谷滩配套中心 → 城南公交枢纽              |
| 255路                      | 子羽路停车场 → 火车站                      |
| 257路                      | 世贸路红谷大道口 → 经开区富樱路公交首末站  |
| 258路                      | 京东公交停车场 → 孺子路船山路口            |
| 259路                      | 老福山西 → 恒大城公交站                    |
| 260路                      | 塘山 → 白水湖公交停车场                    |
| 262路                      | 华侨城公交首末站北 →八一乡桥头             |
| 263路                      | 老福山北 →南昌东站                         |
| 265路                      | 公交新洪城大市场首末站北 →幸福北路山丹路口 |
| 266路                      | 公交昌北停车场 → 临空经济区管委会          |
| 267路                      | 公交新洪城大市场首末站北 →罗家集停车场     |
| 269路（原708路）           | 江西农大 →江西农大                         |
| 501路                      | 开关厂 → 九连山路                          |
| 503路                      | 南昌航空大学前湖校区 → 绿地博览城          |
| 506路                      | 胜利路北口 → 黄河路西口                    |
| 508路                      | 江西应用科技学院 → 白马山地铁站            |
| 509路                      | 长堎 → 学府大道                            |
| 510路                      | 湾里 → 名山村                              |
| 511路                      | 胡家东路口 → 金圣路                        |
| 512路                      | 华南城 → 黄河路西口                        |
| 513路                      | 莲塘 → 石岐路口                            |
| 515路                      | 南昌南站 → 昌南公交枢纽                    |
| 516路                      | 蒋巷胜利村 → 蒋巷交管站                    |
| 518路                      | 中大停车场 → 江家村                        |
| 522路（原222路短班）       | 湾里 → 南昌西站                            |
| 523路                      | 中大停车场 → 五星农场                      |
| 527路                      | 莲武路 → 富山                              |
| 528路                      | 安义 → 安义                                |
| 529路                      | 安义 → 安义                                |
| 530路                      | 安义党校 → 安义枢纽站                      |
| 531路                      | 八一乡桥头 → 八一乡桥头                    |
| 532路                      | 赤岗文化楼 → 莲武路                        |
| 535路                      | 公交驾校 → 恒生制衣                        |
| 540路（原112路）           | 湾里 → 狮子峰                              |
| 541路（原124路）           | 南昌监狱 → 昌北停车场                      |
| 542路                      | 北洲 → 塔城                                |
| 543路                      | 南洲 → 塔城                                |
| 553路                      | 冶建 → 幽兰                                |
| 555路                      | 东禅寺 → 幽兰                              |
| 556路                      | 胡陶 → 幽兰                                |
| 557路                      | 少城 → 幽兰                                |
| 558路                      | 渡头 → 幽兰                                |
| 559路                      | 岗前 → 澄湖中路东口                        |
| 560路                      | 春溪 → 八一乡桥头                          |
| 561路                      | 八一乡桥头 → 万舍                          |
| 562路                      | 冈上交管站 → 八一乡桥头                    |
| 567路                      | 安义枢纽站 → 鼎湖上板                      |
| 569路                      | 南新乡明德小学 → 南新楼前                  |
| 575路                      | 长堎 → 望城枢纽                            |
| 577路                      | 泾口新街 → 小莲村                          |
| 580路                      | 胡华村 → 澄湖中路东口                      |
| 666路                      | 红谷滩配套中心 → 海昏侯                    |
| 699路                      | 湾里 → 地铁大厦                            |
| 702路                      | 珑庭路公交首末站 → 工学院                  |
| 707路                      | 昌南客运站 → 南昌西站                      |
| 712路                      | 湾里 → 地铁大厦                            |
| 801路                      | 高新停车场 → 保利东湾                      |
| 802路                      | 江大南路 → 保利东湾                        |
| 803路                      | 艾溪湖大桥 → 天祥停车场                    |
| 804路                      | 恒大绿洲 → 八一乡桥头                      |
| 805路                      | 澄湖中路东口 → 澄湖中路东口                |
| 806路                      | 澄湖中路东口 → 澄湖中路东口                |
| 809路                      | 八一乡桥头 → 霞山梅                        |
| 810路                      | 富坊路莲塘北大道口 → 昌南公交枢纽          |
| 812路                      | 向塘 → 河头村                              |
| 813路                      | 向塘 → 棠树村                              |
| 817路                      | 主题乐园 → 万达滨江华府                    |
| 822路                      | 创新二路 → 创新二路                        |
| 823路                      | 创新二路紫阳大道口 → 南塘湖                |
| 824路                      | 南昌东站 → 京东停车场                      |
| 825路                      | 双港 → 艺术职业学院                        |
| 826路                      | 艾溪湖 → 南塘湖                            |
| 828路                      | 洪都集团 → 洪都集团                        |
| 829路                      | 老福山 → 城南公交枢纽                      |
| 830路                      | 子羽路停车场 → 子羽路停车场                |
| 831路                      | 氨厂 → 京东停车场                          |
| 832路                      | 江大南路南口 → 中大停车场                  |
| 835路                      | 富樱路首末站 → 双港                        |
| 836路                      | 南昌西站 → 中堡地铁站                      |
| 838路                      | 滁槎 → 师大二桥                            |
| 843路                      | 银三角 → 银河城停车场                      |
| 847路                      | 八一乡桥头 → 河洲路停车场                  |
| 848路                      | 河洲路停车场 → 河洲路停车场                |
| 849路                      | 银三角北→ 星湖路                           |
| 850路                      | 绿茵路地铁站 → 九龙大道宜春大街口          |
| 851路                      | 银三角北 → 向塘                            |
| 853路                      | 南昌师范学院 → 南昌理工学院                |
| 855路                      | 武溪村委会 → 瑶湖停车场                    |
| 860路                      | 北沥一路停车场 → 北沥一路停车场            |
| 861路                      | 火车站东广场 → 金域华府                    |
| 863路                      | 望城新区管委会 → 南昌西站                  |
| 864路                      | 云溪路停车场 → 十字街                      |
| 865路                      | 高新停车场 → 艾溪湖大桥东                  |
| 866路                      | 樵舍 → 临空开发区                          |
| 867路                      | 下尾路口 → 江西现代学院                    |
| 871路                      | 江西传媒学院 → 江西现代学院                |
| 872路                      | 地铁大厦 → 市政绿城                        |
| 873路                      | 珑庭路停车场 → 市政绿城                    |
| 875路                      | 湾里新经济产业园 → 湾里新经济产业园        |
| 876路                      | 湾里新经济产业园 → 湾里新经济产业园        |
| 877路                      | 南昌西站 → 南昌西站                        |
| 879路                      | 红谷滩市民中心 → 绿地博览城                |
| 881路                      | 长麦路口 → 敏学路西口                      |
| 882路                      | 双港地铁站 → 枫景村                        |
| 884路                      | 下万 → 江西现代学院                        |
| 885路                      | 瑶湖西大道瑶湖西七路口 → 瑶湖西停车场      |
| 886路                      | 南昌西站 → 敏学路学院大道口                |
| 887路                      | 瑶湖西停车场 → 瑶湖西停车场                |
| 890路                      | 坚磨大道官马街口 → 中堡地铁站              |
| 891路                      | 望北大道兴业一路口 → 中堡地铁站            |
| 892路                      | 赣江新区市民服务中心 → 双港地铁站          |
| 高铁巴士1线                | 火车站 → 南昌西站                          |
| 高铁巴士4线                | 华东交通大学 → 南昌西站                    |
| 高铁巴士9线                | 水仙路 → 南昌西站                          |
| 高铁巴士10线               | 南昌东站 → 南昌西站                        |
| 机场巴士1线                | 火车站 → 昌北机场                          |
| 机场巴士2线                | 徐坊客运站 → 昌北机场                      |
| 机场巴士3线                | 南昌西站 → 昌北机场                        |
| 机场巴士4线                | 泰耐克大酒店 → 昌北机场                    |